# Stagonospora macropycnidia
Stagonospora macropycnidia är en svampart som beskrevs av Cunnell 1961. Stagonospora macropycnidia ingår i släktet Stagonospora och familjen Phaeosphaeriaceae.   Inga underarter finns listade i Catalogue of Life.